# Dimenzija
 Ovo je glavno značenje pojma Dimenzija. Za druga značenja pogledajte Dimenzija (razdvojba).
Dimenzija je karakteristika prostora, identificira prostor i objekte u njemu. Ona je minimalan broj realnih parametara potrebnih, da se jednoznačno opiše položaj točke u danom prostoru. 
Dimenzije koje sastavljaju prostor su duljina (x), širina (y) i visina (z). U Einsteinovoj teoriji relativnosti, prostor dobiva još jednu dimenziju - vrijeme. Tako se u teoriji relativnosti govori o četvornom prostoru - četverac (x,y,z,t).
Točka nema dimenzije, pravac ima jednu dimenziju (duljinu), ravnina dvije dimenzije (duljinu i širinu), a geometrijska tijela poput kocke imaju tri dimenzije. 
Dimenzije u fizici i matematici sastavljaju koordinatni sustav. U tim znanostima često se koristi jedno- ili dvodimenzionalni imaginarni prostor.